# آدم يوهانسون
آدم يوهانسون (بالسويدية: Adam Johansson)‏ (21 فبراير 1983 غوتنبرغ السويد - ) هو لاعب كرة قدم سويدي.

## الروابط الخارجية
- آدم يوهانسون على موقع الاتحاد الدولي (مؤرشف)  (الإنجليزية)
- آدم يوهانسون على موقع اتحاد السويد (السويدية)
- آدم يوهانسون على موقع الدوري الأمريكي (الإنجليزية)
- آدم يوهانسون على موقع قاعدة بيانات كرة القدم.إي يو (الإنجليزية)
- آدم يوهانسون على موقع ناشيونال فوتبول تيمز (الإنجليزية)
- آدم يوهانسون على موقع Soccerway.com (الإنجليزية)